# One Million Years B.C.
One Million Years B.C. (en España, Hace un millón de años; en México, Un millón de años a. C.) es una película británica de 1966 dirigida por Don Chaffey y perteneciente a los géneros cinematográficos de aventuras y fantasía. Es un refrito de la película de Hollywood de 1940 de título similar dirigida por Hal Roach y Hal Roach Jr., y con Victor Mature, Carole Landis y Lon Chaney Jr. en los papeles principales.
La película de 1966 fue producida y distribuida por Hammer Film Productions, contó con los efectos especiales de Ray Harryhausen y con Raquel Welch y John Richardson como actores principales. Se dijo de la película que se trataba de la centésima producción de la casa, aunque no era tal. Se estrenó en el Reino Unido el 30 de diciembre de 1966; en los Estados Unidos, el 21 de febrero de 1967. 
Se desarrolla la acción en un Paleolítico fantástico (la época del "hombre de las cavernas"), como en la película original, de la que se recrean muchas de sus secuencias: entre ellas, la del alosaurio atacando a un grupo de niños que se han subido a un árbol, grupo que en esta versión de 1966 es sustituido por una sola niña. 
En el mundo anglosajón, la película de 1966 se anunciaba con estas frases publicitarias:
- "Viaje por el tiempo y el espacio hasta los albores de la humanidad" ("Travel back through time and space to the edge of man's beginnings").
- "¡Vea a Raquel Welch con el primer bikini de la humanidad!" ("See Raquel Welch In Mankind's First Bikini!")
- "Conozca un mundo bestial cuya única ley era ¡la lujuria!" ("Discover a savage world whose only law was lust!").
- "Así es como era" ("This is the way it was").

Como ocurre con la original y con otras muchas películas ambientadas en épocas pasadas, entre ellas Cromwell (Cromwell, 1970), Cuando los dinosaurios dominaban la tierra (When Dinosaurs Ruled the Earth, 1970), Braveheart (Braveheart, 1995), El patriota (The Patriot, 2000), U-571 (U-571, 2000), Pearl Harbor (Pearl Harbor, 2001) y 10 000 a. C. (10,000 BC, 2008), carece de rigor histórico; también, como son el caso de la original y el de Cuando los dinosaurios dominaban la tierra, carece además de rigor científico: se presenta a la humanidad primitiva como contemporánea de los dinosaurios. En un comentario hecho para la edición en DVD de la película de 1933 King Kong, Ray Harryhausen, responsable mediante la técnica del paso de manivela de la animación de las figuras que representan a las bestias en aquella película y en ésta, señalaba que no se había hecho King Kong para los "profesores", que tal vez no acudieran a ver películas de ese tipo. Estas películas son de entretenimiento y, si bien tienen un valor educativo, no hay que esperar realismo en cuanto a la descripción de las circunstancias en las que se desarrollan las aventuras narradas, ni en cuanto a la contemporaneidad en la vida real de los distintos elementos concurrentes en la ficción.

## Argumento
Tumak (personaje interpretado por John Richardson) pertenece a una comunidad cavernícola, la Tribu de la Roca, y es expulsado de ella y condenado a vivir en el desierto tras una reyerta con su padre, Akhoba, jefe de la tribu. Tras sobrevivir a los ataques de un lagarto gigante, de los hombres-mono, de un brontosaurio y de una araña gigante, Tumak cae agotado en una playa, y allí lo encuentran Loana (personaje interpretado por Raquel Welch) y sus compañeras pescadoras de la Tribu de la Concha. Cuando van a socorrerle, aparece una tortuga gigante como las del género Archelon, solo que el triple de grande que las de verdad; llegan también hombres de la Tribu de la Concha y hostigan con lanzas a la tortuga, que se encamina al agua, como era su intención desde el principio. 
Los hombres y las mujeres de la Tribu de la Concha recogen a Tumak y lo llevan al poblado. La cultura de esta tribu es más avanzada: sus miembros hacen pinturas rupestres, música y joyas de concha, y parte de su comunicación se lleva a cabo mediante el empleo de un lenguaje oral rudimentario. Tumak no parece tener conocimiento previo de estas artes. 
Durante una sesión de pesca fluvial, se produce el ataque de un alosaurio, y la tribu corre a refugiarse en la caverna. Viendo a una niña que se ha subido a un árbol, Tumak le quita la lanza a uno de los hombres de la tribu y corre al rescate. Ese hombre y otros más, así como Loana, acuden en su ayuda. Tumak consigue matar a la bestia, pero en la lucha con ella ha muerto uno de los hombres.
Tumak, al que le repugna el rito funerario que se dedica al caído, vuelve a la cueva durante la ceremonia y allí intenta apoderarse de la lanza con la que ha matado a la bestia. Ahot, el dueño del arma, entra en la gruta tras él, y se desata una lucha entre ambos. Acude el resto de la tribu, que decide expulsar a Tumak. Loana se dispone a marcharse con él, y Ahot entrega a Tumak la lanza por la que acaban de luchar.
En el dominio de la Tribu de la Roca, Sakana, hermano de Tumak, intenta matar al padre para hacerse con el poder. Akhoba sobrevive, pero queda lisiado, y Sakana toma el mando de una parte de los hombres.
En su busca de lugar donde vivir, Tumak y Loana asisten a una lucha entre un ceratosaurio y un triceratopo. Por fin llegan al territorio de la Tribu de la Roca. Allí ocurre otro altercado: Loana pelea con la mujer que tenía Tumak y la vence, pero rehúsa matarla a pesar de ser animada a ello por la tribu.
Loana se mete en el agua y comienza a nadar. Los miembros de la Tribu de la Roca la imitan, y aparece entonces un pteranodonte que los ataca y se lleva a Loana, que acaba cayendo ensangrentada en el mar al entrar en juego un ranforrinco que intentaba arrebatar la presa al pteranodonte.
Tumak encuentra viva a Loana y, al mismo tiempo, ven ambos a Sakana dirigiendo un grupo de cazadores que se dispone a derrocar a Akoba, padre de Tumak y de Sakana. Ahot y otros miembros de la Tribu de la Concha llegan a tiempo de ayudar a Tumak y a Loana. En medio de la batalla, un volcán entra en erupción, se produce un terremoto y la tierra se abre y se traga a miembros de una tribu y de otra. Después, Tumak, Loana y el resto de supervivientes de ambos grupos parten juntos en busca de nuevo territorio.

## Reparto
- Raquel Welch: Loana, de la Tribu de la Concha.
- John Richardson: Tumak, de la Tribu de la Roca.
- Percy Herbert: Sakana, hermano de Tumak.
- Robert Brown: Akhoba, padre de Tumak y Sakana.
- Martine Beswick: Nupondi, la mujer anterior de Tumak.
- Jean Wladon: Ahot, de la Tribu de la Concha.
- Lisa Thomas: Sura.
- Malya Nappi: Tohana.
- William Lyon Brown: Payto.
- Yvonne Horner: Ullah.

## Producción
Los exteriores se rodaron a mediados del invierno en las Islas Canarias: en concreto, en Tenerife, en Lanzarote y en Gran Canaria. En Lanzarote, se rodó en lo que hoy es el Parque nacional de Timanfaya y en la Cueva de los Verdes; en Tenerife, en lo que hoy es el Parque nacional del Teide.

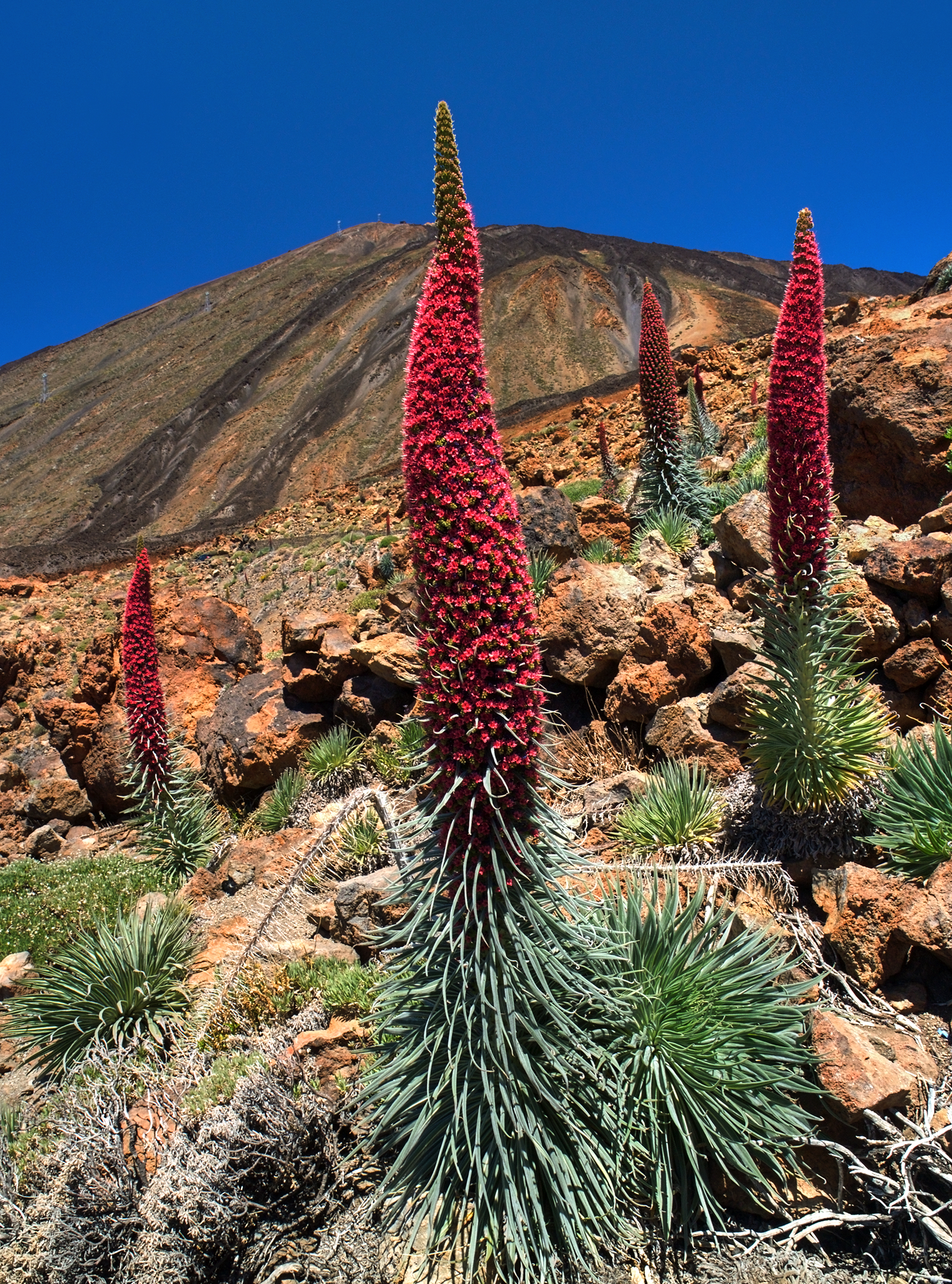
Tajinaste rojo, planta al que el montaje presta especial atención.

El montaje presta especial atención a las imágenes del tajinaste rojo (Echium wildpretii), planta que es endémica de Las Cañadas del Teide, pero que en la película aparece en secuencias rodadas en playas de Lanzarote. En realidad, la planta florece en mayo y en junio, y, además de ser exclusiva de las laderas del Teide, solo se halla en estado silvestre por encima de los 1.600 metros de altitud.
Al no haber volcanes activos en Canarias en la época en que se rodó la película, se construyó un modelo de un par de metros de altura en el estudio de la Associated British Picture Corporation (ABPC), cuyo nombre original había sido British International Pictures (BIP). 
Los detalles como la erupción y los ríos de lava fueron simulados mediante la mezcla de cola de celulosa para papel pintado, copos de avena, hielo seco y tinte rojo. 
Esta versión de 1966 de Hace un millón de años fue una de las últimas películas de animación por fotograma que hizo Ray Harryhausen, quien, como tenía por costumbre, rodó el movimiento de las figuras en su estudio particular de Londres.
Cuando son atacadas por la tortuga gigante, las mujeres de la Tribu de la Concha se refieren a ella como "Archelon", que es el nombre científico del animal. 
Se emplearon algunos animales de verdad: una iguana verde y una tarántula (más un grillo que puede verse al lado de ésta). Preguntado por el uso de estos animales, Harryhausen decía que su empleo podía ayudar a dar al público la sensación de realidad.
En su papel de Akhoba, Robert James Brown llevaba un maquillaje similar al de Lon Chaney Jr., que había representado el mismo papel en la película original de 1940. 
Ya para el estreno de la versión de 1966 de Hace un millón de años, se habían suprimido algunas imágenes de la secuencia del ataque del alosaurio que serían incorporadas décadas después. En el montaje destinado a los Estados Unidos, se eliminaron además unos nueve minutos durante los que se hubieran visto, entre otras cosas, un baile erótico de Martine Beswick y la horrenda muerte de uno de los hombres-mono. 
Algunas imágenes de archivo del corrimiento de tierra que se da durante la erupción del volcán se emplearían en la secuencia del sueño de Alex con música de la Novena Sinfonía de Beethoven en la película de Stanley Kubrick La naranja mecánica (1971).

### El bikini de piel y sus secuelas
Se dijo de Raquel Welch que en la película llevaba "el primer bikini de la humanidad" ("mankind's first bikini"), del que a su vez se decía que era la "imagen definitiva de los años 60". Hubo también quien dijo de Raquel Welch que "aunque sólo tenía tres líneas de diálogo en la película, su deliciosa figura en bikini de piel la convirtió en una estrella y en la chica de los sueños de millones de espectadores jóvenes" ("although she had only three lines in the film, her luscious figure in a fur bikini made her a star and the dream girl of millions of young moviegoers").
El cartel publicitario que mostraba a Raquel Welch cobró mayor fama aunque la propia película: se vendieron de la foto muchísimos ejemplares y se convirtió en un fenómeno cultural, hasta el punto de que puede ser reconocido por muchas personas que no han visto la película, y aun por muchas que no han oído hablar de ella. Los fotógrafos que habían ido a Tenerife para ocuparse de las fotos de promoción componían un nutrido grupo, pero este icono es obra del fotógrafo de rodaje, que no cobró por el montante adicional, sino que solo percibió su paga semanal. El cartel constituiría mucho después una pieza central de la película The Shawshank Redemption.
Algunas películas de la Hammer que aprovecharían después el atractivo de las chicas prehistóricas ligeras de ropa son éstas:
- 1967: Mujeres prehistóricas (Prehistoric Women o Slave Girls), del mismo Michael Carreras.
- 1970: Cuando los dinosaurios dominaban la tierra (When Dinosaurs Ruled the Earth), de Val Guest.
- 1971: Criaturas olvidadas del mundo (Creatures the World Forgot), del mismo Don Chaffey.